# Overpowered (lied)
"Overpowered" is een nummer geschreven door Róisín Murphy, Seiji en Mike Patto voor Murphy's tweede soloalbum, Overpowered, uitgebracht in 2007. Het nummer was geproduceerd door Seiji en Murphy. Het was de eerste single-uitgave van Murphy's tweede album. In het Verenigd Koninkrijk kwam de single door omstandigheden niet in aanmerking om in de hitlijsten te belanden.

## Cover
De foto voor de cover van de single werd genomen door Scott King en Jonathan De Villiers. De kleding op de cover is een ontwerp van Viktor & Rolf.

## Tracklists
Cd
| Nr. | Titel                             | Lengte |
| --- | --------------------------------- | ------ |
| 1.  | "Overpowered"                     | 5:07   |
| 2.  | "Foolish"                         | 3:28   |
| 3.  | "Sweet Nothings"                  | 3:44   |
| 4.  | "Overpowered" (Seamus Haji Remix) | 8:08   |
| 5.  | "Overpowered" (Kris Menace Remix) | 5:11   |

12"
| Nr. | Titel                                                     | Lengte |
| --- | --------------------------------------------------------- | ------ |
| A1. | "Overpowered"                                             | 5:07   |
| A2. | "Foolish"                                                 | 3:28   |
| A3. | "Overpowered" (Kris Menace Remix)                         | 5:11   |
| B1. | "Overpowered" (Seamus Haji Remix)                         | 8:08   |
| B2. | "Overpowered" (Herve And Róisín In The Secret Garden Mix) | 5:17   |

## Hitlijsten
| Land                | Hoogste positie |
| ------------------- | --------------- |
| België (Vlaanderen) | 28              |
| Bulgarije           | 13              |
| Denemarken          | 34              |
| Duitsland           | 86              |
| Finland             | 10              |
| Nederland           | 44              |